# Francuska Indokina
Francuska Indokina (francuski Indochine française; Đông Dương thuộc Pháp) bilo je do 1954. ime francuske kolonije u Indokini, na području današnjih Laosa, Kambodže i Vijetnama. Veličina područja bila je oko 663.000 km2.
Službeno ime kolonije glasilo je Union Indochinoise (Indokineska unija; Liên bang Đông Dương). Osnovana je 1887. i sjedinjavala je tri dijela Vijetnama, (Cochinchine, Annam i Tongking)  kraljevstvo Kmera i (od 1893.) Laos.
Na čelu uprave bio je glavni guverner sa sjedištem u Hanoju, a podređeni su mu bili guverner Cochinchine, kao i vrhovni upravitelji Annama, Tongkinga, Laosa i Kambodže.
Pojedina područja imala su:
```
Područje površina (km²)  stanovništvo stanovnika/km²

----------------------------------------------------------------
Cochinchine 56.900 2,969.000 52
Tongking 119.200 7,000.000 58
Annam 135.000 6,124.000 45
Laos 255.000 605.000 2,4
Kambodža 96.900 1,102.000 11
----------------------------------------------------------------
                 653.000 17,800.000 27
```

## Povijest
Tu Duc iz dinastije Ngujen, od 1848. car Vijetnama, odlučno je odbio potpisati trgovinske ugovore s Francuskom koja je, u vrijeme regenstva Napoleona III., pokušavala učvrstiti svoj položaj u jugoistočnoj Aziji. 
Nakon toga, 1856. Francuska otpočinje vojnu ekspediciju: 1856. napadaju Da Nang, 1858. glavni grad Hue, a 18. veljače 1859. osvajaju Saigon (danas Ho Ši Min (Ho Chi Minh)). Iz Saigona vojno zaposjedaju jug zemlje s deltom Mekonga.
Vijetnam je 1863. bio prisiljen ustupiti jug zemlje Francuskoj koja ga anektira kao svoju koloniju pod imenom Cochinchine. Po završetku Francusko-kineskog rata (1884. – 1885.) Francuzi zauzimaju i ostatak Vijetnama osnivajući protektorate Annam i Tonking koje ostavljaju pod formalnom vlašću vijetnamskog cara u Hueu. Indokineska unija ili Francuska Indokina sjedinjavala je Annam, Tonking i Cochinchine (koji su danas dijelovi državnog područja Vijetnama) i Kmersko kraljevstvo, današnju Kambodžu.
Tome kolonijalnom carstvu 1893. pripojen je i Laos, a od 1900. pa do veljače 1943., kad ga zauzimaju Japanci, pod upravom francuske Indokineske Unije bio je i Kvang-Čou-Van, područje na jugu Kine koje je bilo u francuskom najmu.
Tijekom prosinca 1940. i siječnja 1941. vodio se rat između Francuske i Tajlanda u kojem je pobijedio Tajland. U vrijeme Drugoga svjetskog rata Japanci preuzimaju vlast, no francuske trupe ostaju u zemlji sve do ožujka 1945. 
Borba za oslobađanjem od kolonijalne vlasti vodila se cijelo vrijeme francuske kolonijalne vladavine, da bi vrhunac doživjela koncem Drugoga svjetskog rata, kada je oslobodilački pokret, predvođen komunističkim Viet Minhom, koji je vodio Ho Ši Min, a zbog borbe protiv Japanaca imao je potporu SAD-a, nakon kapitulacije Japana prerastao u općenarodni ustanak protiv kolonijalnih vlasti. Ustanak je poznat kao Kolovoška revolucija. U Hanoiu je 2. rujna 1945. proglašena Demokratska Republika Vijetnam, a za predsjednika je proglašen Ho Ši Min (Ho Chi Minh). 
To je izazvalo intervenciju kineskih snaga Kuomintanga u sjevernom te britanskih i francuskih u južnom Vijetnamu. Da bi uništili novouspostavljenu državu, Francuzi su od 1945. do 1954. vodili borbe protiv vijetnamske vojske. No, poslije poraza pri Dien Bien Phuu 1954. godine Francuska je pristupila mirovnim pregovorima koji su okončani na konferenciji u Ženevi u srpnju 1954. Tada su zaraćene strane potpisale akt o prekidu vatre, a Francuska je priznala Demokratsku Republiku Vijetnam. Iste godine Francuska Indokina izdvaja se iz Francuske unije, a 20. srpnja Indokineska konferencija (poznata i pod imenom Ženevska indokineska konferencija) potvrđuje puni suverenitet Kambodže, Laosa i Vijetnama.

## Naslijeđe
Tijekom francuske vladavine povedena je energična borba protiv brojnih epidemičnih i endemičnih bolesti, a izgrađeno je gotovo 3 000 km željezničkih pruga i još daleko veći broj kilometara cesta. Podignuto je suvremeno sveučilište i višestruko je uvećana proizvodnja riže. Amerikanac Callis procjenjuje 1938. da su u Indokini stranci uložili 464 000 000 američkih dolara, od čega su 384 000 000 otpadala na zapadni kapital, koji je 95 % bio francuski. U razdoblju između dva svjetska rata Francuska Indokina postala je treći izvoznik riže i kaučuka na svijetu. Svake su se godine u Francusku odlijevali golemi prihodi francuskih banki i kompanija. Vijetnamci su snosili teške terete, dok su francuske kompanije bile oslobođene obveze plaćanja poreza. Glavni guverner Pasquier naručio je od jedne kompanije 450 000 t soli po cijeni od 4,5 pijastera za 100 kg, dok je istodobno uprava plaćala vijetnamskim proizvođačima određenu najvišu moguću cijenu od 2,6 pijastera za 100 kg.
Kako bi izravnali indokineski proračun, koji je hranio pretjerano velik broj francuskih činovnika, Francuzi su zaveli monopol opijuma, alkohola i soli. Jedan prefekt izdao je pismeno naređenje da se u njegovom kotaru svakog mjeseca obvezno potroši 800 l alkohola. Selima koja puno troše bila je predviđena nagrada, a onima koja nedovoljno troše kazna. Dok su se Francuzi bogatili iscrpljujući bogatstva, domoroci su živjeli u izrazitoj bijedi. Gotovo sve njihove nastambe bile su jednostavne kolibe, izgrađene od drva ili blata, pokrivene slamom. Trake crvenoga ili žutog papira s natpisom na kineskom pismu visjele bi na zidovima, a drveni ili katkad brončani uresi bili su tragovi nestalog blagostanja. Od 1900. do 1937. godine potrošnja riže po stanovniku Indokine pala je s 262 kg na 182 kg godišnje. Samo u Conchinchini od 1880. do 1928. proizvodnja riže porasla je od 650 000 t na 2 750 000, no istodobno se i izvoz iz tog dijela Vijetnama više nego ušesterostručio, s 300 000 na 19 000 000 t. Korist od proizvodnje imali su prvenstveno francuski eksploatatori, a mase naroda su gladovale. Raskošne zgrade oko Malog jezera u Hanoiju bile su upravne zgrade ili ville francuskih činovnika, a dvije trećine gradskog prostora pripadalo je sirotinji. Bilo je 10 000 vodovodnih slavina u gradu od 400 000 stanovnika.
Dok su Francuzi upravljali Hajfongom, iz te su se luke masovno odnosila prirodna bogatstva. Godine 1938. kroz Hajfong je bilo uvezeno 207 907 t razne robe; uglavnom za francuske postrojbe, činovnike i imućnije domoroce, te nešto riže za opću potrošnju. Iste je godine kroz istu luku bilo izvezeno više od 2 000 000 t vijetnamskih proizvoda. Od 218 poduzeća, koja su se te godine bavila vanjskom trgovinom, 161 je bilo francusko, 24 kineskih, 20 indijskih, a svega 13 vijetnamskih. Već 1890-ih počeli su Francuzi u blizini Hajfonga kopati antracit, 7 500 do 8 000 kalorija po kilogramu. Pričuve su se nakon odlaska Francuza procjenjivale na oko 300 000 000 t.
U Quang Yenu nalazila se rafinerija cinka. Hongajski ugljen kopao se uz samu obalu u zaljevu Ha Long. Francuska Indokina trošila je veoma malo ugljena, a izvozilo se oko 9/10 proizvodnje, koja je godine 1938. dostigla 2 300 000 t. Pretpostavlja se da su Francuzi ukupno dali iskopati oko 60 000 000 t. Tijekom francuske vladavine zemlja veleposjednika ne računajući plantaže zapremala je 50 % vijetnamskoga ozemlja, općinska zemlja koju su većinom prigrabili veleposjednici 10 %, zemlja u posjedu 9/10 poljoprivrednog pučanstva 30 %, zemlja u rukama kolonista i misija 10 %. Ovi se podaci odnose na 5 000 000 ha rižinih polja, ali ne i na kolonijalne plantaže.
Cijeli Vijetnam je potkraj kolonijalnog doba brojio svega 4 500 nastavnika svih stupnjeva, na više od 20 000 000 žitelja. 95 % ljudi bilo je nepismeno. Francuzi su samo u najnižim razredima pučkih škola dopuštali nastavu na vijetnamskom, a u gimnazijama je već samo francuski bio nastavni jezik. Prosječni Vijetnamac koji je uspio poći u školu učio bi prve tri godine na svome materinskom jeziku, zatim popola na vijetnamskom i francuskom, da bi u dobi od 14 godina polagao završni ispit isključivo na francuskom jeziku. U toku svog školovanja Vijetnamac bi puno čuo o velikim gospođama kao što su bile Henriette d'Angleterre, Marguerite de Navarre ili Jeanne d'Arc, ali nije imao prilike gotovo išta saznati o sestrama Trung ili o velikom Le Loyju. On bi napamet znao stihove iz Corneilleva Cida, ali bi na svom jeziku praktično bio nepismen.
Na Indokineskom sveučilištu, koje je u Hanoiju bio otvorio Albert Sarraut, nikad nije bilo više od 700 studenata. Od toga su oko 600 bili Vijetnamci. S tog sveučilišta godišnje bi izlazilo 10 do 15 liječnika, nešto pravnika i filozofa. Kvaliteta nastave bila je kolonijalna, apsolventi nisu smjeli konkurirati bijelim specijalistima iz metropole. Ako bi nekom iznimno nadarenom Vijetnamcu pošlo za rukom probiti se do studija u Francuskoj, kada bi se vratio doma kao inženjer imao bi manju plaću od francuskog pedela na hanojskom sveučilištu. Viša pedagoška škola davala je 20 nastavnika godišnje, dok 1935. nije bila sasvim ukinuta. U posljednjoj kolonijalnoj prijeratnoj godini u višim razredima gimnazije u cijelom Vijetnamu nalazilo se 465 učenika.  
Glad je tijekom 1944. i 1945. samo u Tonkinu pokosila gotovo 2 000 000 ljudi. Na području delte Crvene rijeke oko 62 % seljačkih obitelji posjedovalo je manje od 0,36 ha zemlje, a 20% imalo je manje od 0,18 ha. Seljaci su bili prisiljeni na težak rad u rudnicima, plaćen jako niskim nadnicama. Hongajski rudnici prije Drugoga svjetskog rata proizvodili su više od 2 000 000 t godišnje, od kojih se preko 80 % izvozilo. Za radni dan bivola plaćalo se 4 franka, a za radni dan čovjeka 2 franka. Nadnica rudara u Dong Trieua pala je s 0,7 pijastera godine 1930. na 0.38 pijastera 1936., a nadnica nekvalificirane ženske radnice u Hajfongu s 0,31 na 0,17 pijastera u istom razdoblju.
Cijena riže u Sajgonu pala je s 13,1 pijastera za 100 kg u travnju 1930. na svega 3,2 pijastera u studenom 1933. godine. Izvoz riže srozao se od 1928. do 1931. od 1 900 000 na 960 000 t. Cijene kaučuka srozale su se u dvjema godinama na svega jednu petinu, a s cijenama su padali ili praktično nestajali mršavi prihodi izgladnjelih indokineskih seljaka. Godine 1931. francuske vlasti povele su najokrutniju represiju protiv domorodaca koji su se zalagali za neovisnost. Comité de Défense des Indochinois, kojeg su u Parizu pokrenuli Romain Roland i Francis Jourdain, bilježi godine 1930. 699 strijeljanja: 50 u doba Yen Baya, 30 na 1. svibnja, 40 na obljetnicu Listopadske revolucije, 115 prilikom prosvjeda na obljetnicu Kantonske komune. Iste godine bilo je 2 963 hapšenja: 83 uhićenika osuđena su na smrt, 546 na doživotni zatvor, 795 na vremenske kazne. Od siječnja do travnja iduće godine zbilo se 1 419 novih hapšenja. Godine 1932. bilo je oko 10 000 indokineskih političkih zatvorenika u zatvorima Hanoija, Hajfonga, Vinha, Sajgona, u robijašnicama na otoku Paolo Condor i u Son La, u logorima smrti u Francuskoj Gvajani.
20. studenog 1946. francuska vojska otvara topničku vatru na Hajfong, ubija u njemu 6 000 civila i osvaja ga. Istog dana stavlja pod nadzor i grad Langson.